# ابنه الوحيد
ابنه الوحيد (بالإنجليزية: His Only Son)‏ هو فيلم دراما إنجيلي أمريكي أنتج سنة 2023. وهو من إخراج وسيناريو وإنتاج ديفيد هيلينغ. تدور أحداث الفيلم في المقام الأول في أرض كنعان، ويركز على الرواية الواردة في سفر التكوين 22 في العهد القديم عندما يطلب الرب من إبراهيم التضحية بابنه الوحيد إسحاق على جبل موريا. الفيلم من بطولة نيكولا معوض في دور إبراهيم، وسارة سيد في دور سارة، وإيدان موسكوفيتز في دور إسحاق، ودانيال دا سيلفا في دور الرب، إلى جانب أوتافيو تادي ونيكولاي بيريز. تم إطلاق الفيلم في الولايات المتحدة في 31 مارس 2023.

## الإنتاج
هذا الفيلم يعتبر أول أفلام الكاتب والمخرج ديفيد هيلينج، وهو جندي مشاة بحرية سابق بالولايات المتحدة. أنتج الفيلم في عام 2019 واستغرق إنتاجه خمس سنوات. وتم تصوير الفيلم بالكامل خارج الأستوديوهات، وذلك في ولاية كاليفورنيا.